# Stadna nigriplaga
Stadna nigriplaga là một loài bướm đêm trong họ Noctuidae.